# Zschölkau
Zschölkau ist ein Ortsteil der Gemeinde Krostitz im sächsischen Landkreis Nordsachsen in Deutschland.

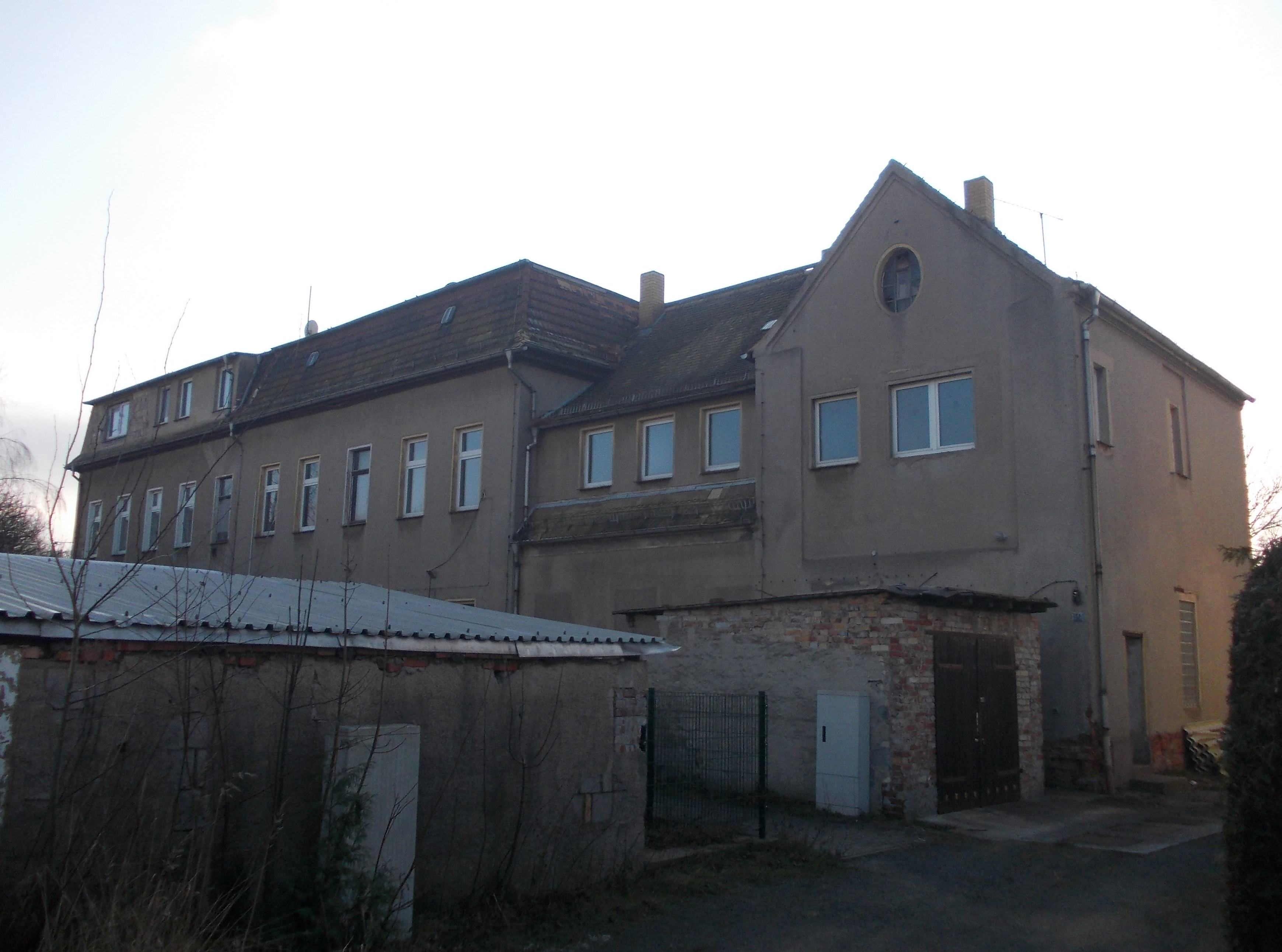
Das ehemalige Rittergut

## Geografie
Zschölkau liegt südwestlich des Hauptortes Krostitz im Dreieck der Städte Leipzig, Eilenburg und Delitzsch an der Bundesstraße 2. Es gibt eine Ortsverbindung nach Rackwitz. Südlich von Zschölkau befindet sich die Autobahn 14 mit der Anschlussstelle Leipzig-Mitte.

## Geschichte
Zschölkau ist von der Siedlungsform her ein Gassendorf. Der Ort gehörte bis 1815 zum kursächsischen Amt Delitzsch. Durch die Beschlüsse des Wiener Kongresses kam der Ort zu Preußen und wurde 1816 dem Kreis Delitzsch im Regierungsbezirk Merseburg der Provinz Sachsen zugeteilt, zu dem er bis 1952 gehörte. Am 20. Juli 1950 wurde der Ort Hohenossig nach Zschölkau eingemeindet. Im Zuge der Kreisreform in der DDR von 1952 wurde Zschölkau mit Hohenossig dem neu zugeschnittenen Kreis Delitzsch im Bezirk Leipzig zugeteilt, welcher 1994 im Landkreis Delitzsch aufging. Von 1994 bis 1998 bildete Zschölkau mit Kletzen eine eigenständige Gemeinde. Seit dem 1. Januar 1999 ist Zschölkau ein Ortsteil der Gemeinde Krostitz.

## Einwohnerentwicklung
| Jahr | Einwohner |
| ---- | --------- |
| 1818 | 151       |
| 1895 | 271       |
| 1925 | 358       |
| 1939 | 287       |

| Jahr | Einwohner |
| ---- | --------- |
| 1946 | 485       |
| 1950 | 875       |
| 1964 | 734       |
| 1990 | 536       |

Die Einwohnerzahl von Zschölkau lag 1818 bei knapp über 150. Bis zum Ausbruch des Zweiten Weltkrieges stieg die Einwohnerzahl um etwa das Doppelte auf 287 im Jahr 1939. Nach Ende des Krieges stieg die Einwohnerzahl weiter. 1946 lebten 485 Einwohner in Zschölkau, vier Jahre später war die Zahl auf 875 gestiegen. Zu Zeiten der DDR nahm die Einwohnerzahl wieder kontinuierlich ab. 1990 lebten noch 536 Menschen in Zschölkau.